# Clive Ford
Clive Ford (sinh ngày 10 tháng 4 năm 1945) là một cựu cầu thủ bóng đá người Anh thi đấu ở vị trí tiền đạo.

## Sự nghiệp
Sinh ra ở Hateley Heath, Ford khởi đầu với tư cách học việc tại Wolverhampton Wanderers, thi đấu chuyên nghiệp năm 1964. Ông sau đó thi đấu ở Football League cho Walsall và Lincoln City, trước khi thi đấu tại North American Soccer League cùng với Los Angeles Wolves. Ford trở lại Anh sau một mùa giải để thi đấu bóng đá non-League với Cambridge City.